# Ghioroiu
Ghioroiu es una comuna ubicada en el distrito Vâlcea, Rumania.

## Superficie
Posee una superficie de 77,28 kilómetros cuadrados.

## Demografía
Hasta 2021 la población era de 1344 habitantes, con una densidad de población de 17,39 habitantes por kilómetro cuadrado.